# Église Notre-Dame du Taur
Pour les articles homonymes, voir Église Notre-Dame.
L'église Notre-Dame du Taur est un édifice religieux catholique, qui se trouve au no 12 bis rue du Taur, entre la place du Capitole et la basilique Saint-Sernin, dans le centre-ville de Toulouse. L'église, construite entre le XIVe et XVIe siècles, est un des principaux monuments de l'art gothique méridional. Elle est particulièrement célèbre pour sa haute façade, un clocher-mur qui s'insère dans les constructions de la rue. 
Selon la tradition paléochrétienne, l'église a été édifiée à l'endroit où le corps martyrisé de l'évêque Saturnin se serait détaché du taureau qui le traînait derrière lui. Un martyrium y aurait été construit par l'évêque Hilaire, avant d'être agrandi par son successeur, Silve, à la fin du IVe siècle.
L'église fait l'objet d’un classement au titre des monuments historiques par la liste de 1840.

## Histoire
Saint Saturnin était le premier évêque de Toulouse, martyrisé en 250. Un oratoire a tout d'abord été installé pour les pèlerins sur le lieu exact de sa mort, par saint Hilaire, troisième évêque de Toulouse : une voûte en brique surmontée d'un petit oratoire construit avec du matériel ordinaire. Une ancienne tradition indique que cet oratoire se situait à l'emplacement actuel de l'église. 
Cependant, des fouilles archéologiques réalisées dans le sanctuaire de l'église en 1969-1970 n'ont pas permis de mettre au jour la moindre construction d'époque paléochrétienne. On ne peut donc localiser précisément ni le premier emplacement de la tombe, ni celui du monument de Saint Hilaire. En revanche il est possible que l'église se situe sur l'emplacement où le corps de Saturnin fut lâché par le fatidique taureau furieux.

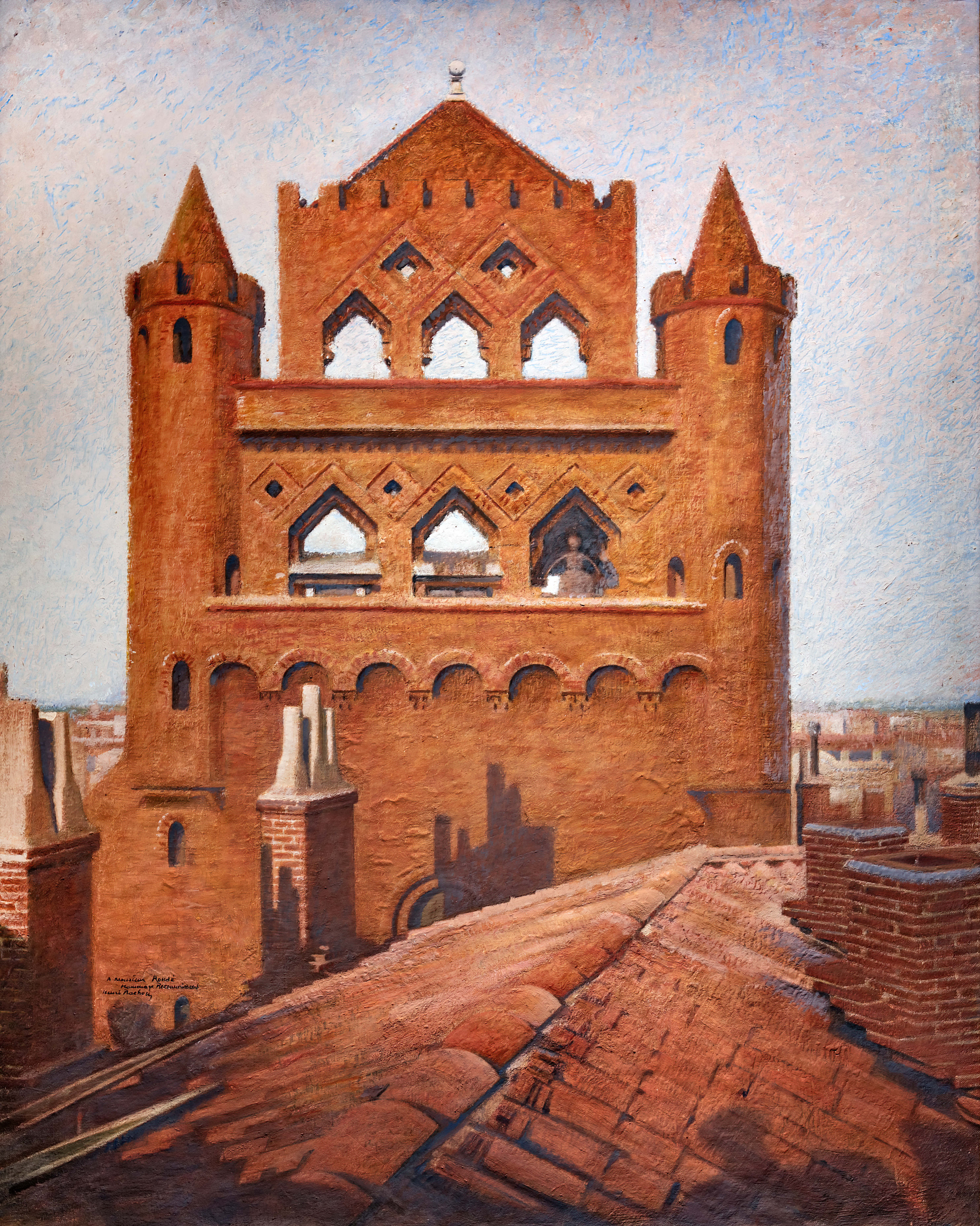
Clocher de l'Eglise du Taur par Henri Rachou
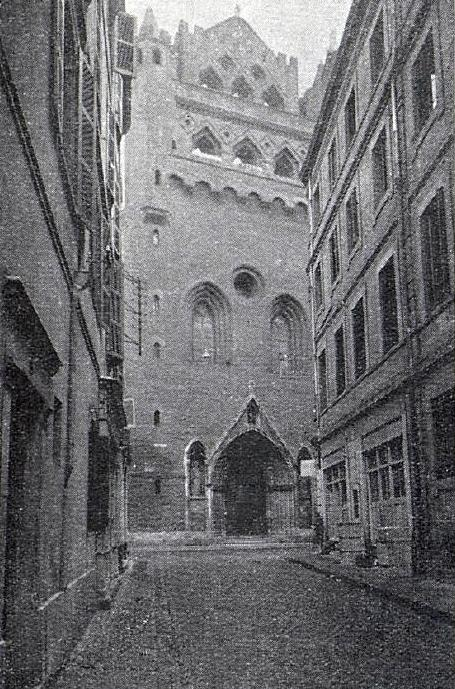
La façade en 1934.
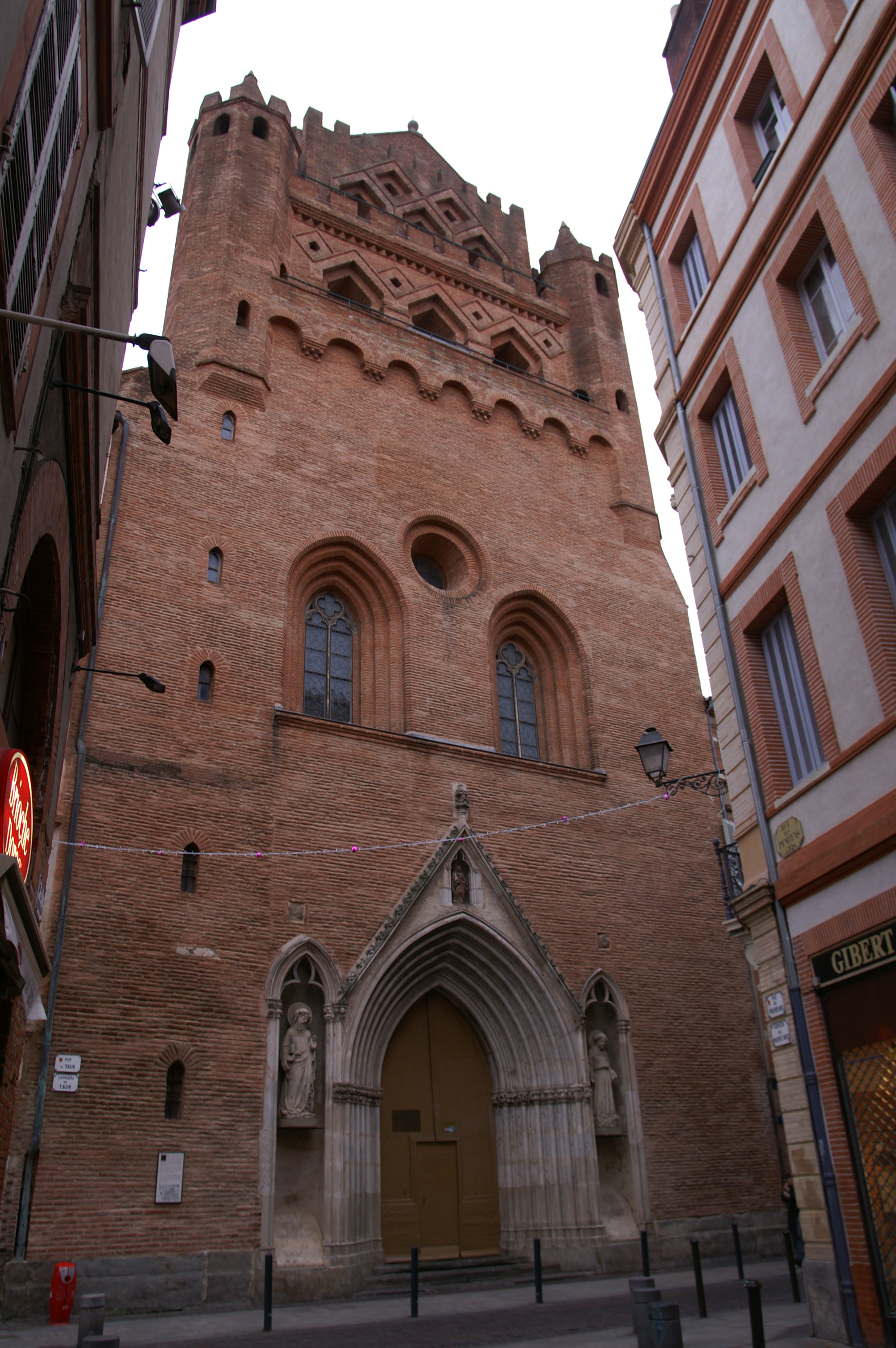
La façade de nos jours.
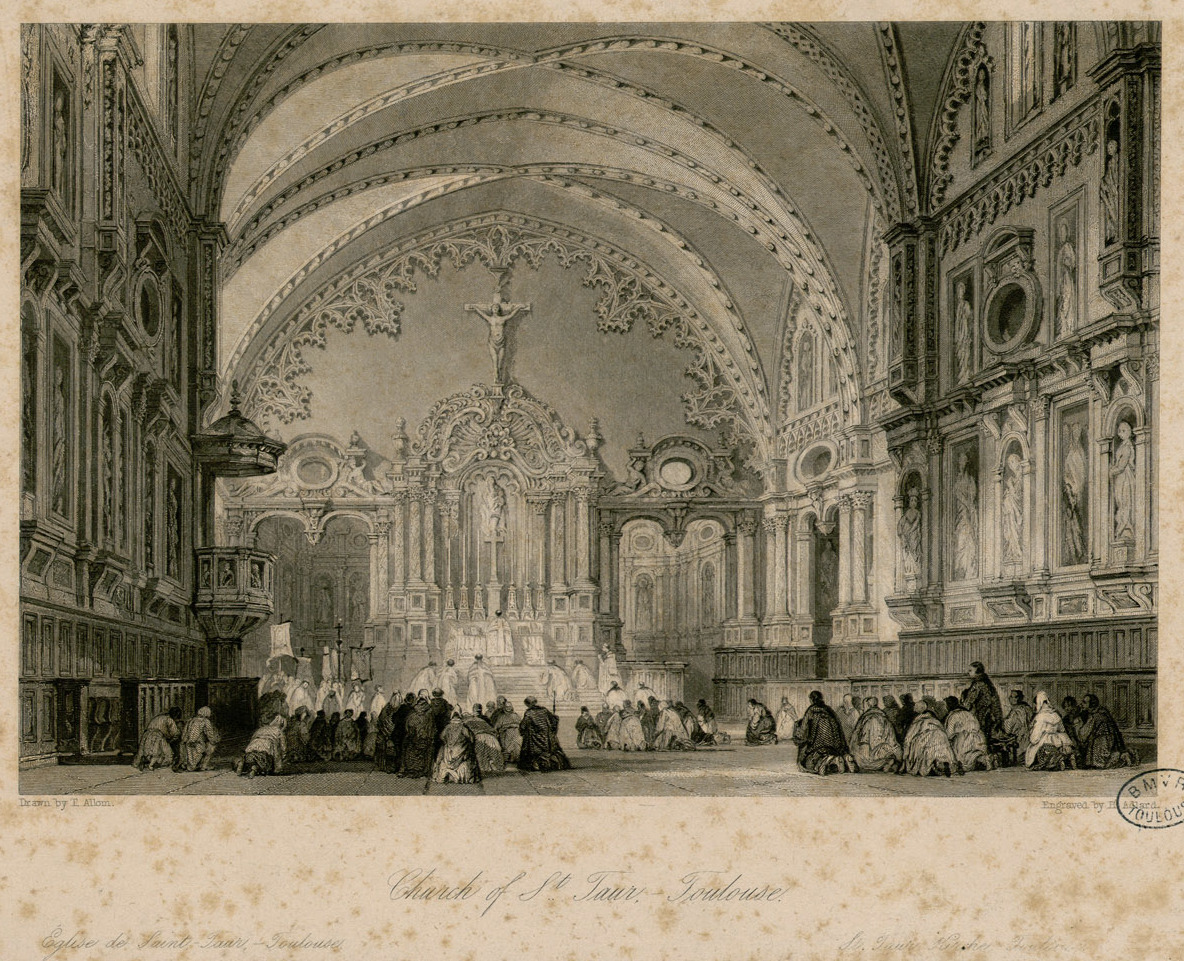
L'intérieur, par Thomas Allom.

Les reliques du saint ont été gardées jusqu'en 402, date à laquelle elles ont été transférées en grande pompe à la basilique Saint-Sernin, qui porte le nom altéré de Saint-Saturnin. Malgré les 150 ans du corps, la légende raconte que la foule a apprécié les « doux effluves » des restes de saint Saturnin. Selon Rome, c'est un des traits caractéristiques d'un saint. Vers 570, le duc Launebolde, avec sa femme Beretrude, aurait fait élever une nouvelle église. 
L'église que nous connaissons s'appelait jusqu'au XIe siècle église du Taur, sans doute car elle se trouvait dans le secteur qui conservait la mémoire de la course du taureau lié à Saint Saturnin. Au XIIe siècle, elle est nommée Saint-Sernin du Taur. Enfin il faut attendre 1534 pour qu'elle prenne le nom actuel au profit de la Vierge Marie. 
L'église que nous pouvons admirer aujourd'hui, et dont le clocher-mur caractéristique est nettement visible depuis les hauteurs du centre-ville, a été construite au XIVe siècle. La vierge représentée est Notre-Dame des Remparts, déménagée de la place Villenouvelle (actuelle place Wilson) en 1783.

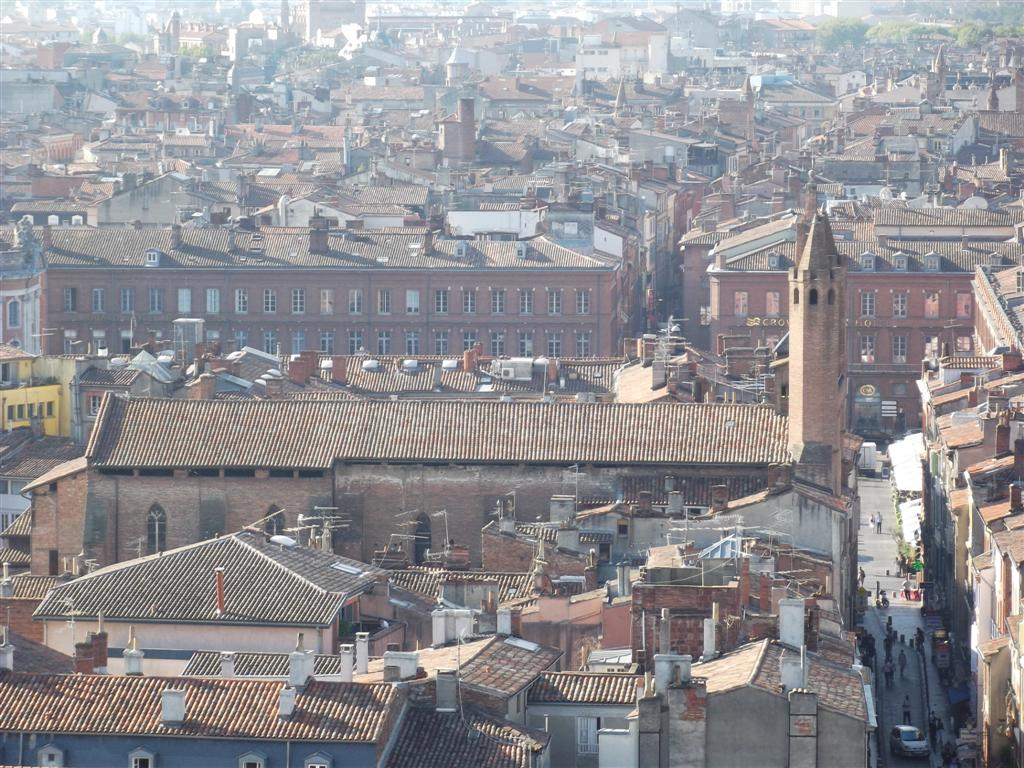
Notre-Dame-du-Taur vue du clocher de la basilique Saint-Sernin.
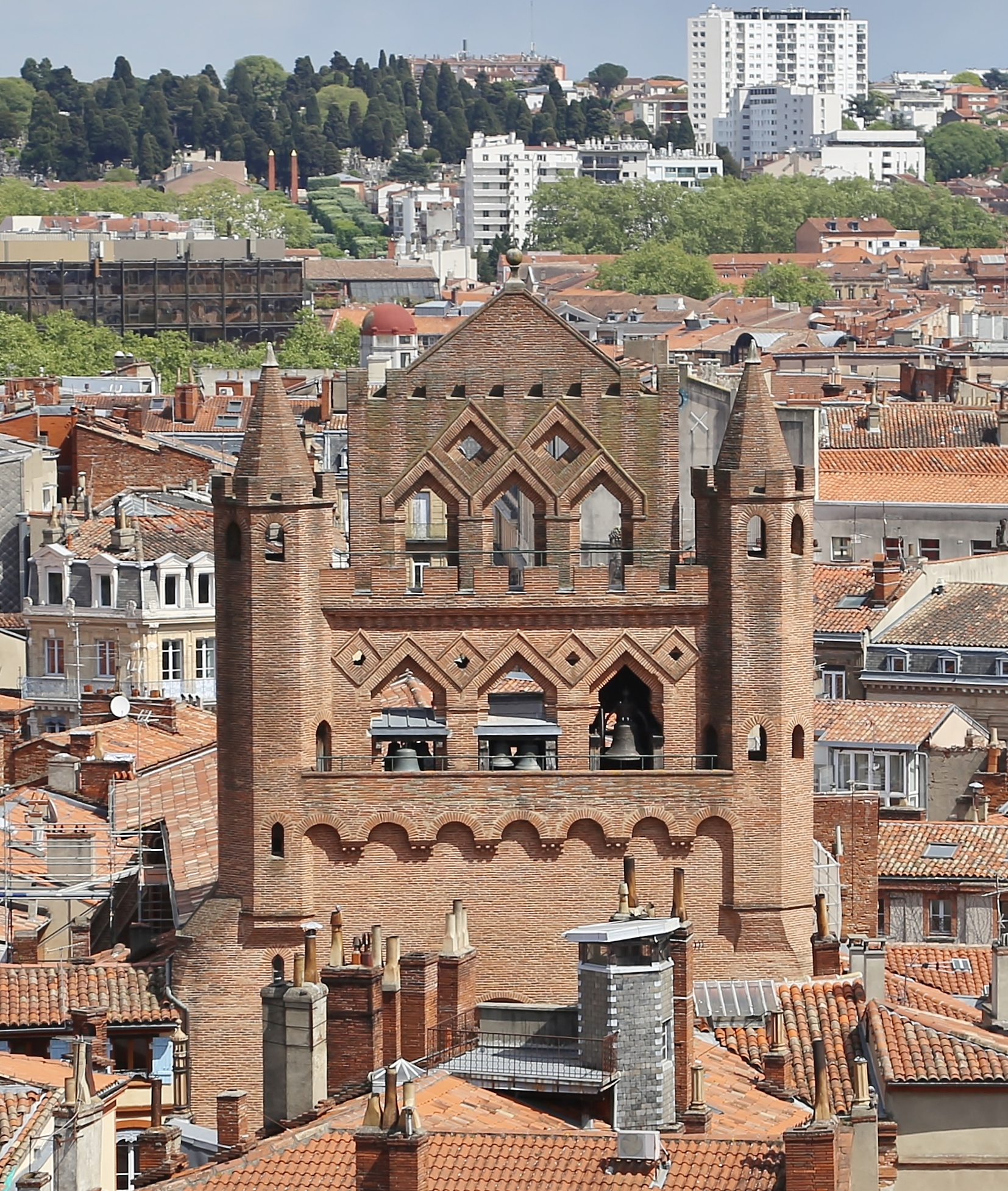
Notre-Dame-du-Taur vue du clocher des Cordeliers.
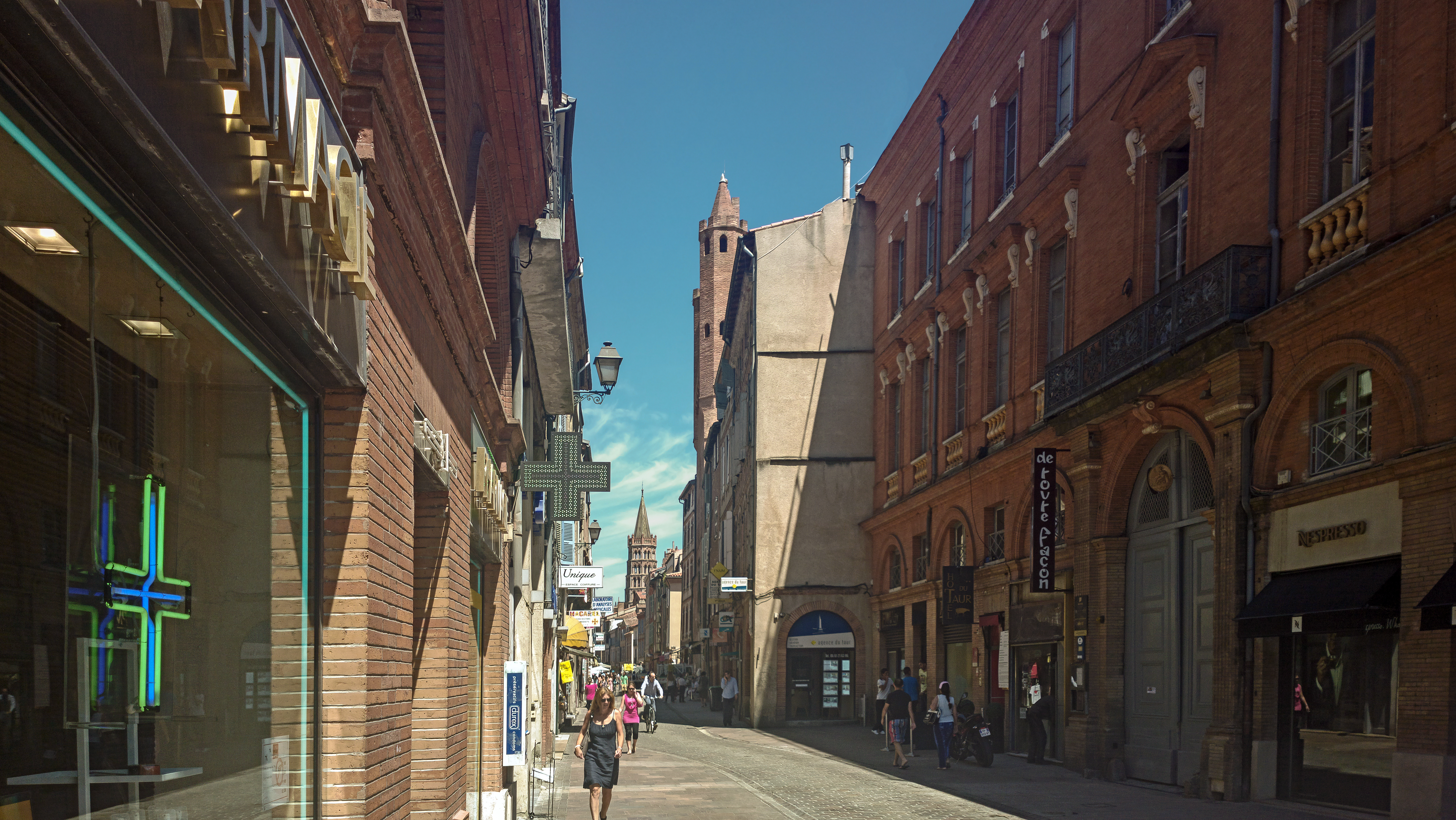
La façade de l'église dans la rue du Taur.

## Description

### Extérieur
La façade occidentale de l’église, dans laquelle s'ouvre le portail, est enchâssée dans l'alignement des maisons. Elle se présente comme un grand mur de briques, monumental clocher-mur. S'il n’est pas le plus ancien de la région – le clocher-mur de l’église Saint-Étienne, à Montaudran, date du XIIe siècle –, il est l’un des plus élevés, puisqu’il culmine à 42 mètres. Il comprend deux niveaux encadrés de tourelles et surmontés d’un fronton triangulaire, qui s’élèvent au-dessus du niveau de l’église, marqué par le retrait du mur. Chaque niveau est percé de trois ouvertures, appelées « ouilles », dont les arcs en mitre rappellent ceux du clocher de l'église Saint-Sernin, et surmonté de créneaux. Le carillon comprend treize cloches, une vraisemblablement du XVe siècle, les autres fondues en 1893 par l'entreprise toulousaine Lévêque-Amans. 
Le portail, de style gothique, a la forme du portail de l’église du couvent voisin des Cordeliers, élevée également au début du XIVe siècle. Il est encadré de deux grandes niches, qui abritent des statues sous une arcature trilobée. Les statues primitives, disparues à la Révolution française, ont été remplacées par deux statues de la chapelle de Rieux, démolie en 1846, représentant François d'Assise et un apôtre. Les voussures des six archivoltes reposent sur de fines colonnes surmontées de chapiteaux à feuillage. Un gâble fleuronné surmonte les archivoltes et abrite une niche percée dans le triangle, qui abrite une statue de la Vierge du XVIIIe siècle. 

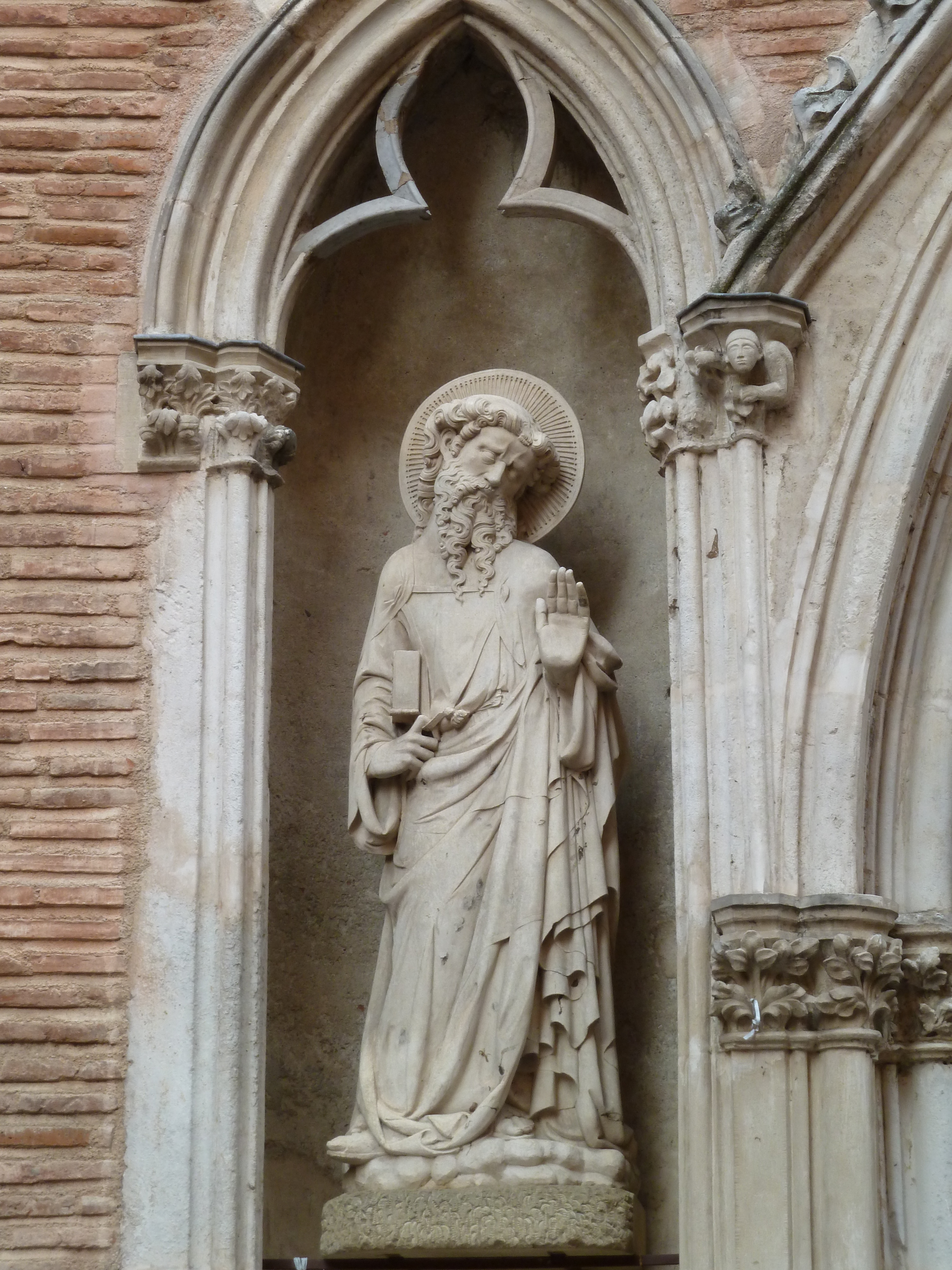
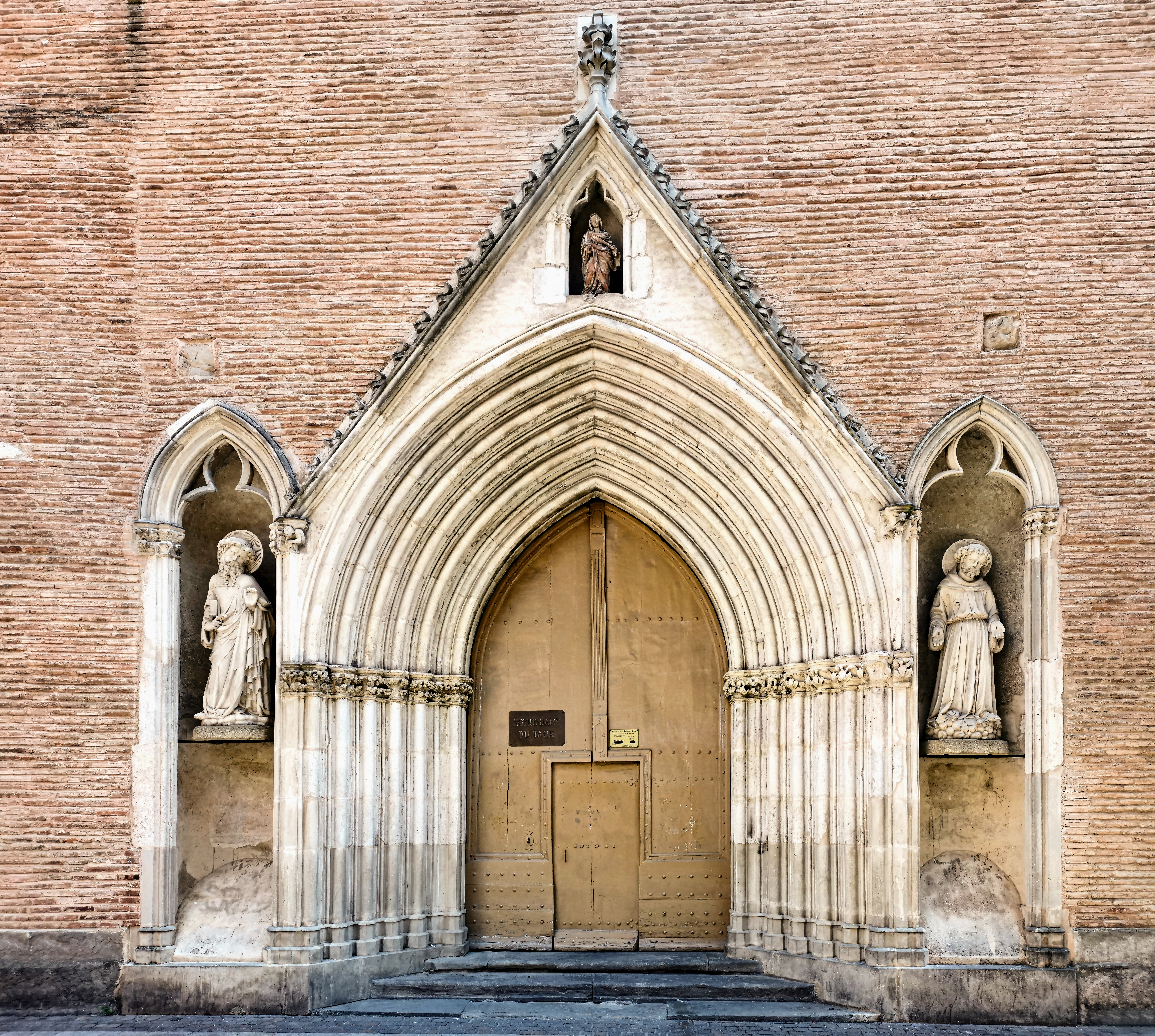
Le portail.
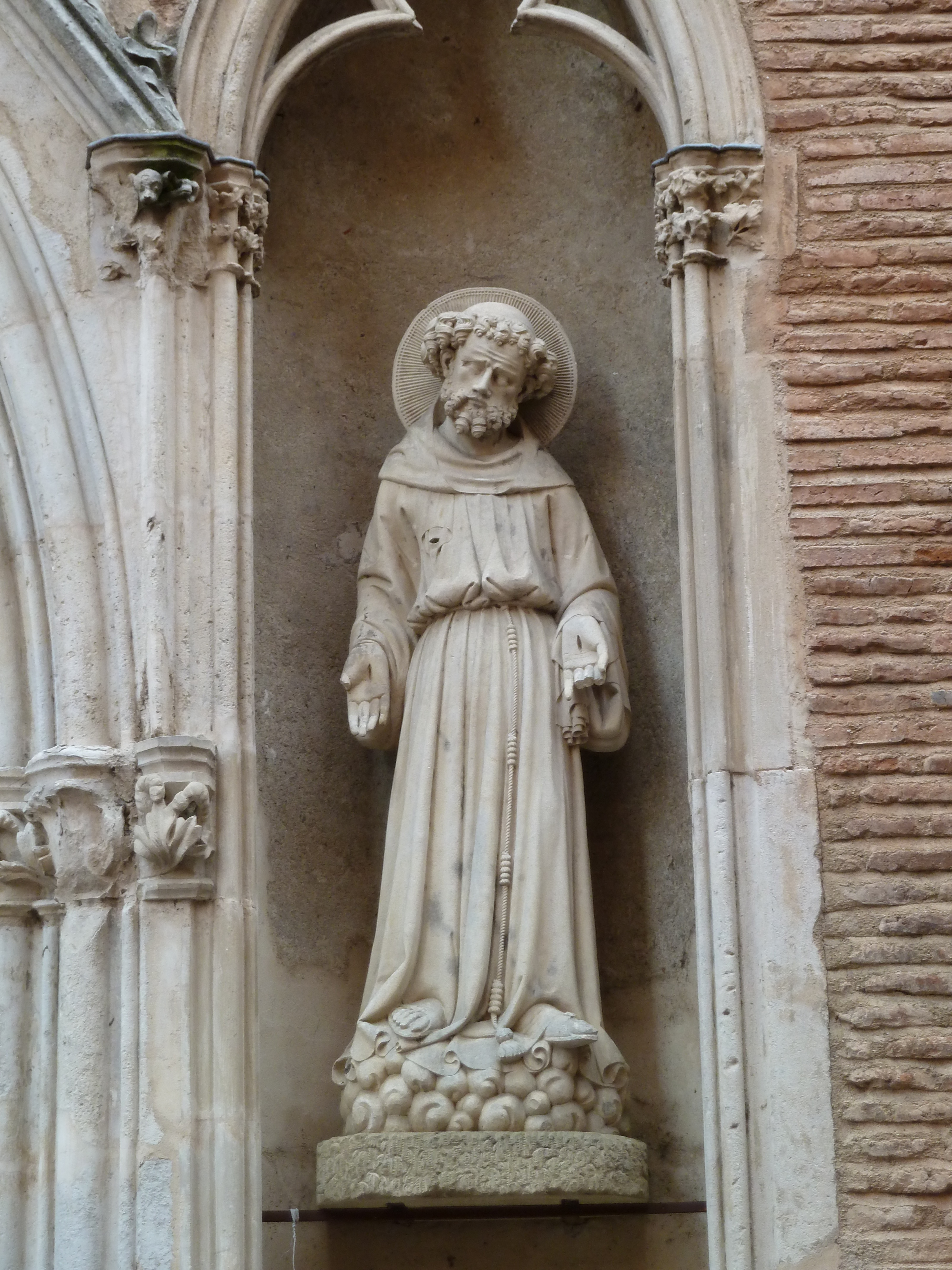

### Intérieur
La nef unique, voûtée d'ogives, est caractéristique du gothique méridional. Elle a 12 mètres de largeur, 40 mètres de longueur et 16 mètres de hauteur. Elle n’était longue, au XIVe siècle, que de trois travées et ne mesurait que 25 mètres, se terminant probablement par une grande abside au-dessus de la crypte qui rappelait l'emplacement présumé du premier tombeau de l’évêque Saturnin. La nef fut agrandie vers l’est à la fin du XVe siècle, au moment de l'arrivée à Toulouse du Saint-Suaire de Cadouin. Les deux dernières travées sont élargies par des chapelles latérales rectangulaires.
Au XVIIe siècle, les murs de la nef sont recouverts de boiseries et on installe un banc d'œuvre monumental de part et d'autre de la nef. Mais en 1872, à cause des dégâts causés par l'humidité, les boiseries sont arrachées et dévoilent sur le mur sud les restes d'une peinture du XIVe siècle, représentant la généalogie de Jacob aboutissant à Jésus Christ, dont il reste 38 figures disposées sur deux registres. Sur le mur gauche se trouve un tableau représentant le martyre de Saturnin, peint par Jean-Louis Bézard, peintre toulousain titulaire du prix de Rome en 1825. Sur le mur de la façade a été placé l'orgue, fondue par l'entreprise toulousaine Puget entre 1878 et 1880. Il a été rénové en 1992 et en 2017, et est utilisé depuis cette date, durant les périodes de l’Avent et de Pâques à la Trinité, pour les Moments musicaux de la paroisse Saint-Sernin.
Le chœur a été aménagé à la fin du XVe siècle, dans le prolongement des travaux de la nef. En 1970, il est remanié dans l'esprit de la réforme Vatican II et un nouvel autel est consacré le 22 novembre par l'archevêque Jean Guyot. Il abrite les reliques des saints Saturnin, Florian et Quentin. L’ancien autel de marbre, qui provenait de la chapelle des Pénitents gris, est vendu à l’église de Lux. Sur le mur de refend au-dessus de l'autel, le peintre toulousain Bernard Bénézet a représenté le martyre de Saturnin et la glorification de la Vierge.
Le chevet se compose d’une petite chapelle centrale carrée, flanquée de deux chapelles pentagonales plus vastes. Dans la chapelle axiale, la clef de voûte porte les armes de l'abbé de Cadouin – d'azur à trois fleurs de lis d'argent, timbré de la crosse abbatiale. En 1964, le chanoine Thiriet a fait murer la chapelle pour y placer la statue en bois figurant Notre-Dame du Rempart (ou de la Délivrance). Elle est revêtue de différentes robes de brocart suivant les couleurs du calendrier liturgique. Datée du XVIe siècle, elle appartenait à un oratoire qui se trouvait près de la porte Villeneuve (emplacement de l'actuelle rue Lafayette), élevé en souvenir de la « Délivrance » de la ville en 1562, lorsque le parti catholique avait réussi à expulser la population protestante après une semaine de combats. La porte et l’oratoire ayant été démolis en 1783, la statue avait été déposée dans l’église du Taur. 
La chapelle de gauche est décorée de peintures exécutées vers 1890 par Bernard Bénézet, représentant la mort de Joseph. La chapelle de droite conserve un groupe sculpté en bois doré, représentant l'Éducation de la Vierge par sainte Anne. Il s’agit peut-être d’un vestige d’un retable baroque sculpté en 1627 par Arthur Legoust pour la confrérie de Sainte-Anne.

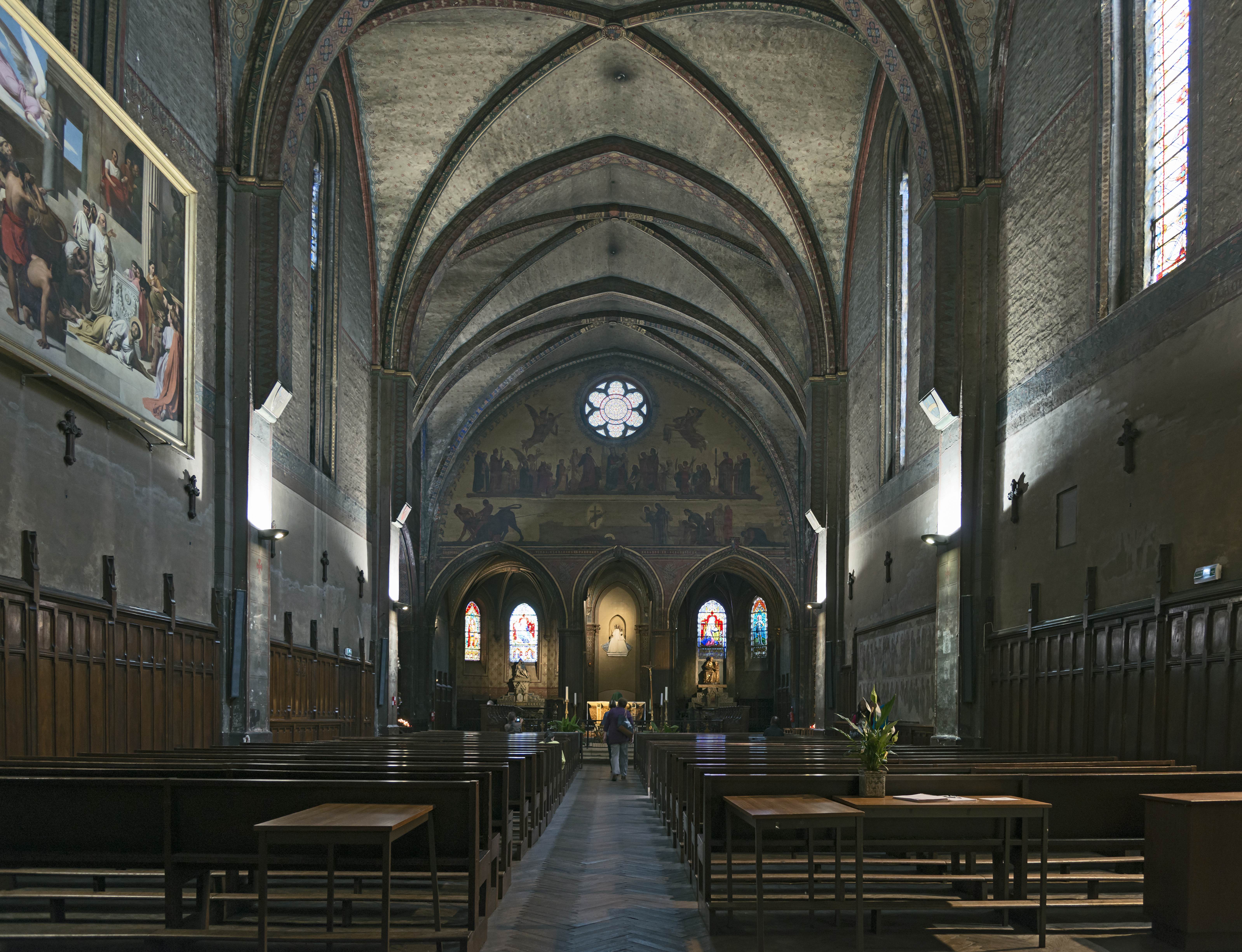
L'intérieur.

#### Éléments classés
- une statue de Notre-Dame du Rempart ou de la Délivrance ou du Bon Secours datant du XVIe siècle[6].
- Le groupe de L'Education de la vierge par Arthur Legoust XVIIe siècle, dans la chapelle absidiale de droite[7].
- clôture de sanctuaire. Les grilles en fer forgé de 1778.
- une peinture de Bernard Bénézet datant du XIXe siècle au-dessus de l'autel central représente le martyre de saint Saturnin.
- une peinture de Bernard Bénézet représentant la mort de saint Joseph datant du XIXe siècle.
- une généalogie de Jacob en 38 figures datant du XIVe siècle.
- Mur de gauche de la nef  :  Le martyre de saint Saturnin par Jean-Louis Bézard
- l'orgue de tribune.

#### Œuvres non classées
La mort de Joseph par Bernard Bénézet

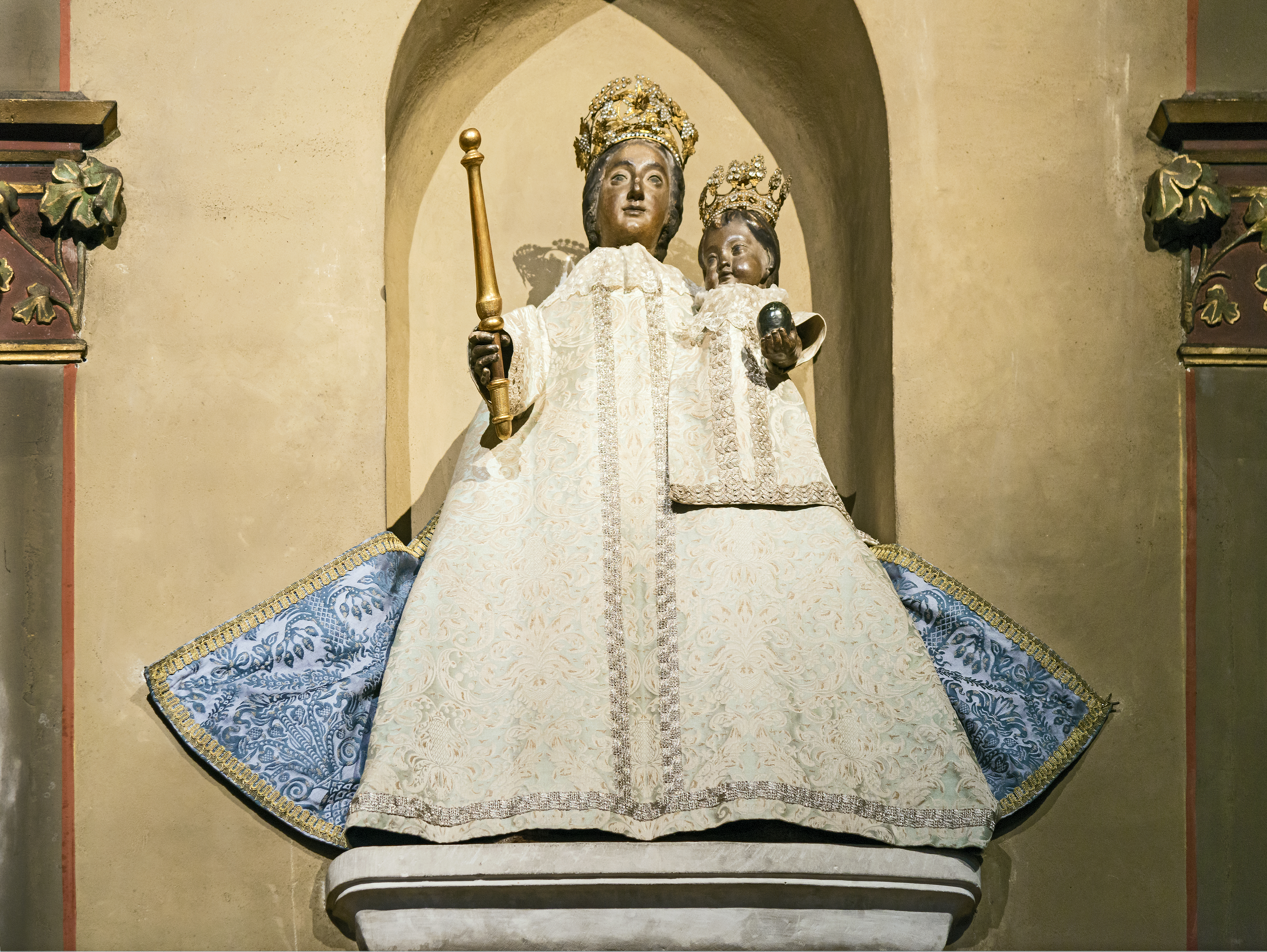
Notre-Dame du Rempart.
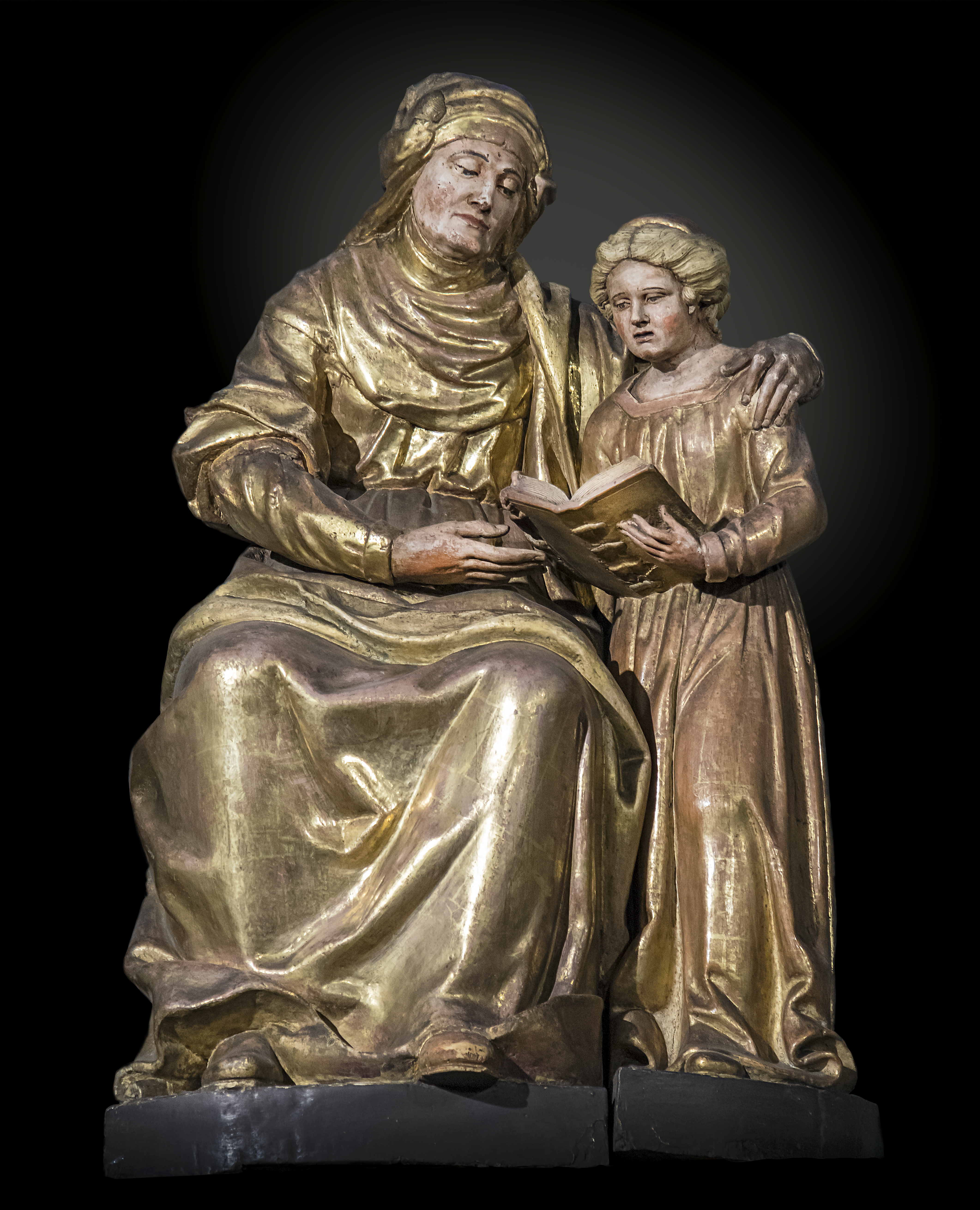
L'Education de la vierge par Arthur Legoust
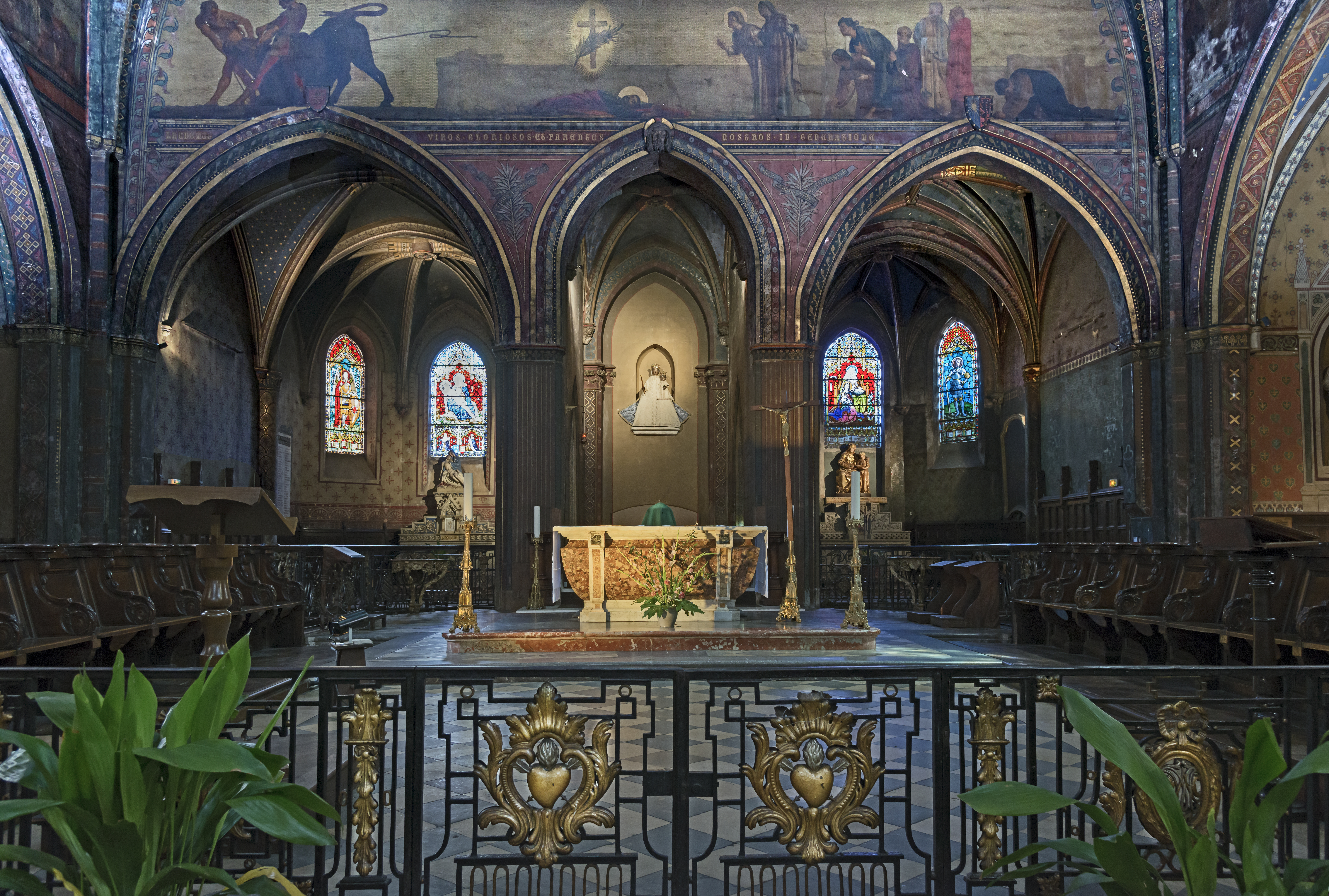
Clôture de sanctuaire.
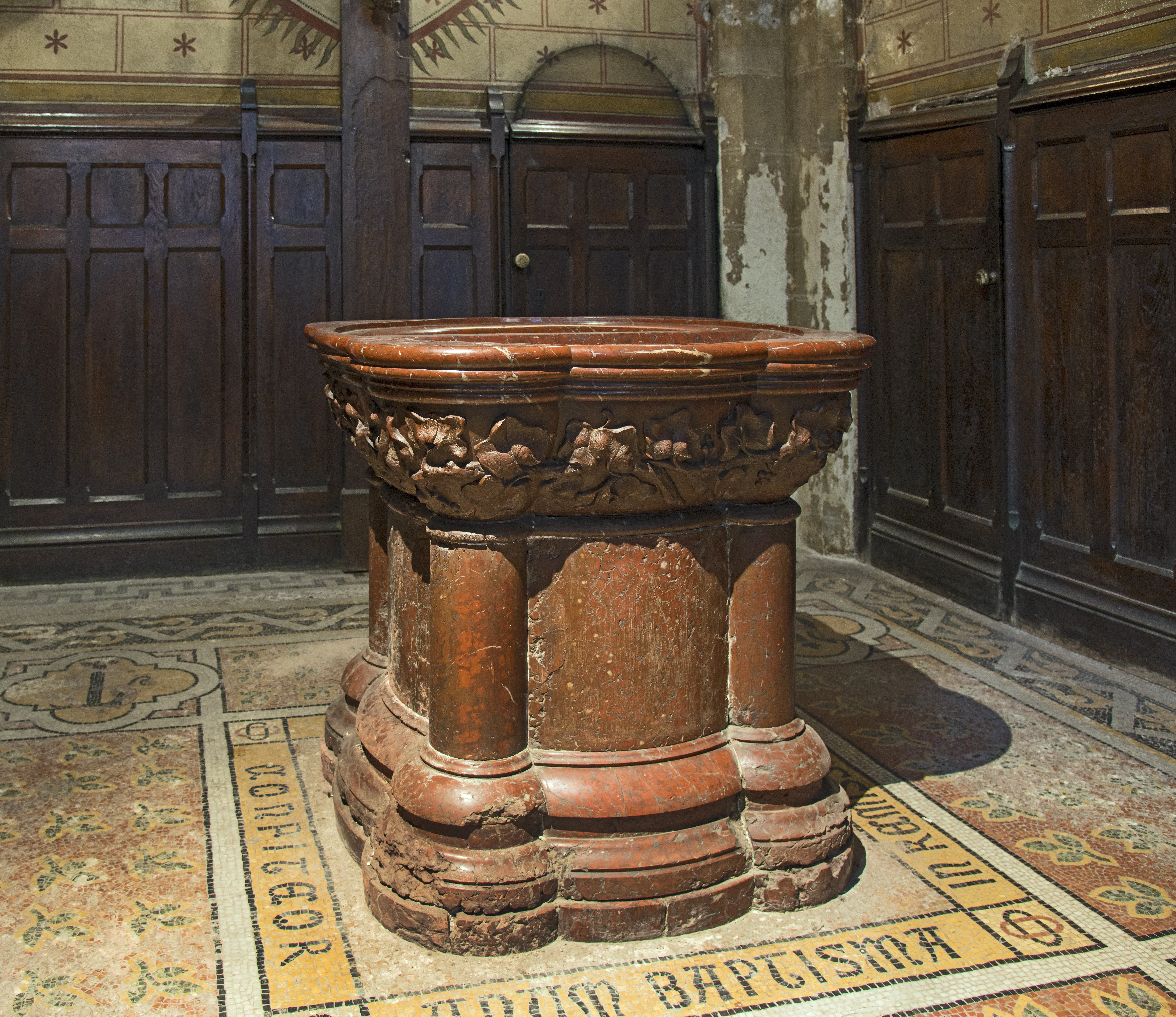
Les fonts baptismaux.
La généalogie de Jacob  XIVe siècle
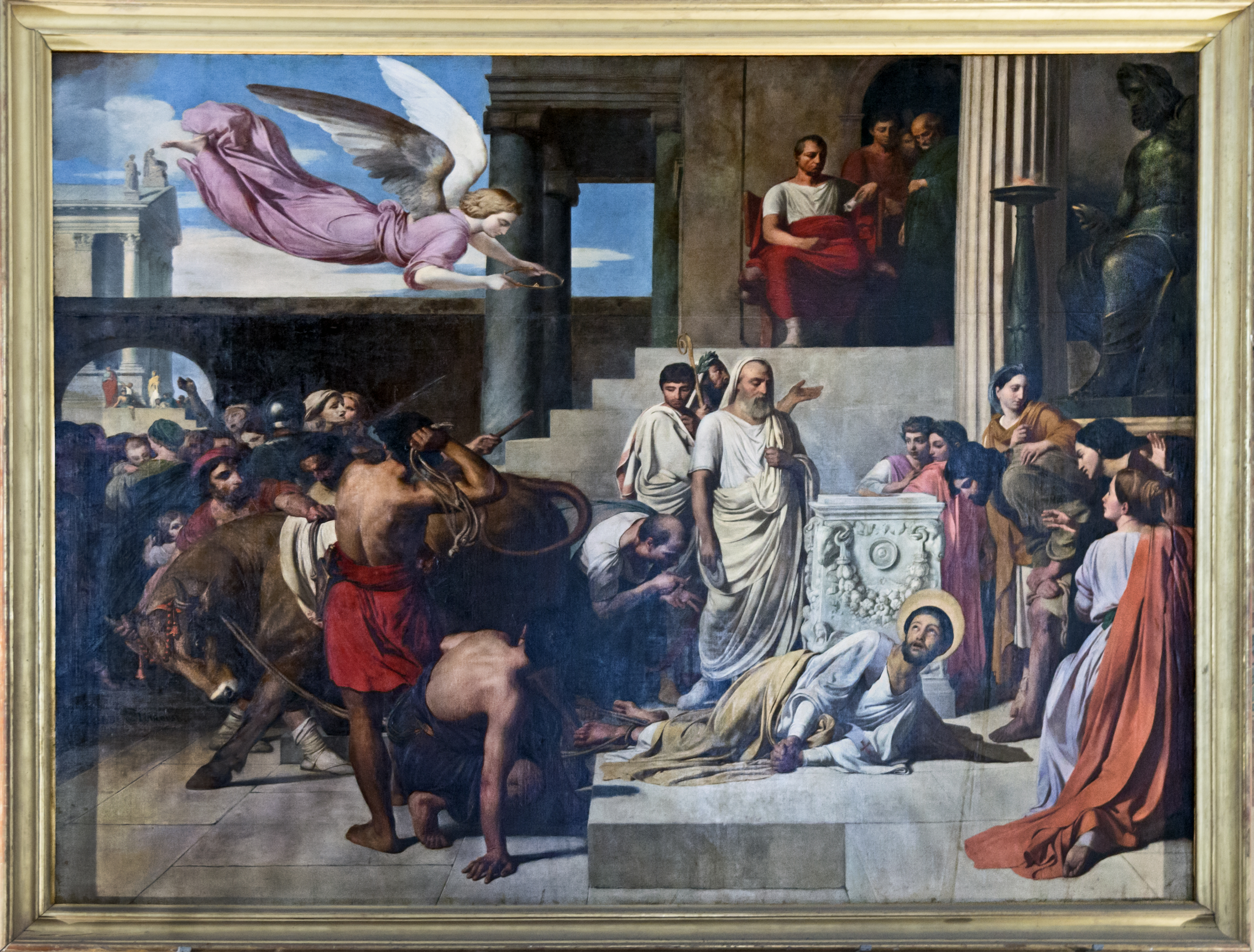
"Le martyre de Saint Saturnin" Jean-Louis Bézard.
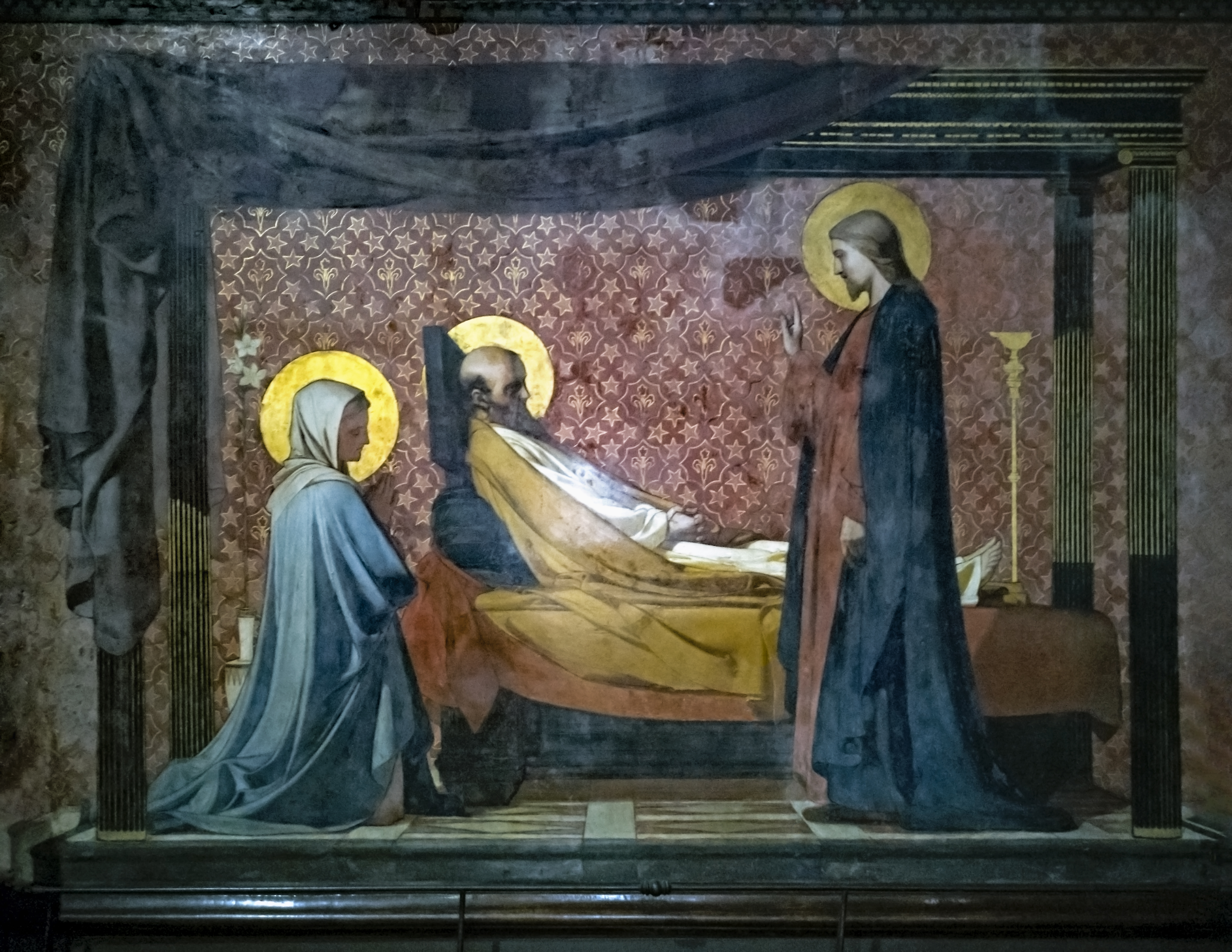
La mort de Joseph Bernard Bénézet

### Orgues
L'église abrite un orgue de 40 jeux (répartis sur trois claviers et pédalier) construit par Eugène Puget alors directeur de la manufacture Théodore Puget, père & fils de Toulouse. Classé monument historique pour sa partie instrumentale en 1987, il est aujourd’hui l’un des plus remarquables témoins de la facture d'Eugène Puget. Il est inauguré le 17 juin 1880 par l'organiste Alexandre Guilmant. En 1939, Maurice Puget modifie la composition du Positif : les rangs du Cornet progressif II-V sont séparés et remplacent le Kéraulophone 8', la Dulciana 4' et la Doublette 2', tandis qu'un Picolo [sic] 1' neuf vient remplacer l'Unda maris 8'. Il va subir une restauration.
| I. Grand orgue Ut1-Fa7 | II. Positif Ut1-Fa7 | III. Récit expressif Ut1-Fa7 | Pédale Ut1-Fa3                                                                       |
| --- | --- | --- | ------------------------------------------------------------------------------------ |
| Montre 8’ Bourdon 16’ Montre 4’ Bourdon 8’ Flûte harmonique 8’ Salicional 8’ Prestant 4’ Quinte 2’ 2/3 Doublette 2’ Fournitures 3 rgs 8' Bombarde 16’ Trompette 8’ Clairon 4’ | Flûte traversière 8’ Flûte à cheminée 8’ Flûte à fuseau 4’ Nazard 2’ 2/3 Doublette 2’ Tierce 1’ 3/5 Piccolo 1’ Trompette 8’ Cymbales 2 rgs 6' Flûte à pavillon 8’ Clairon 4’ Trémulant 16' | Flûte harmonique 8’ Quintaton 16’ Viole de gambe 8’(registre muet) Voix céleste 8’ Flûte octaviante 4’ Octavin 2’ Trompette 8’ Cor de chamois 8’ Voix humaine 8’ Clairon 4’ Trémulant 16' | Trémulant 16’ Flûte ouverte 8’ Flûte bouchée 4’ Bombarde 16’ Trompette 8’ Clairon 4’ |

Accessoires :
Orage, 
Tirasses : Grand-Orgue, Positif, Récit, 
Octaves graves générales.
Appels d'anches : Pédale, Grand-Orgue, Positif, Récit,
Expressions : Positif, Récit,
Accouplements : Appel G.O., Positif / G.O., Récit / G.O., Récit / Positif,
Trémolos : Positif, Récit
Anémomètre, Sonnette du souffleur.
- Page du site de la paroisse Saint-Sernin - Notre-Dame du Taur
- Page des Moments musicaux à Notre-Dame du Taur

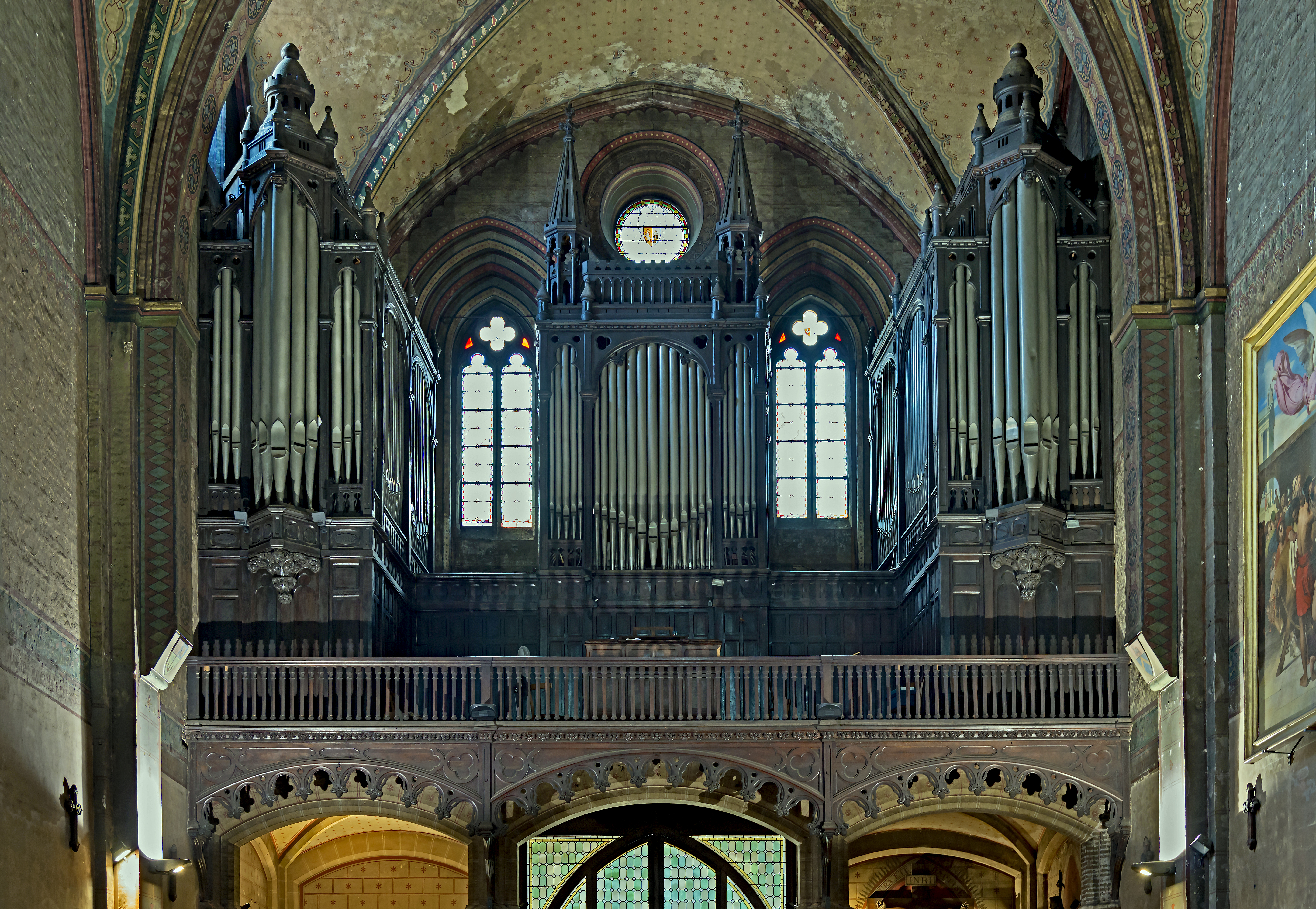
L'orgue de tribune.
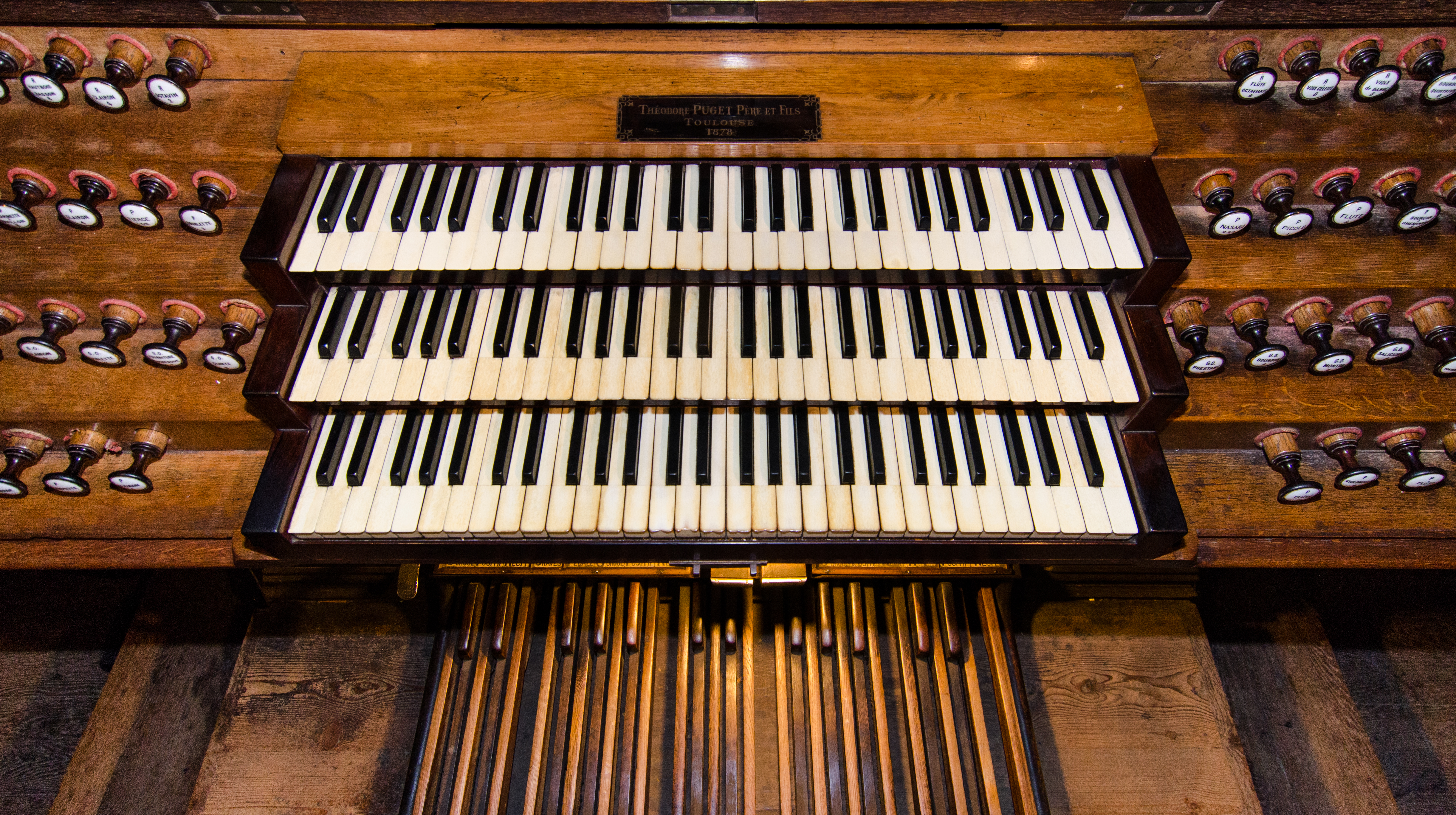
Clavier de l'orgue de tribune.
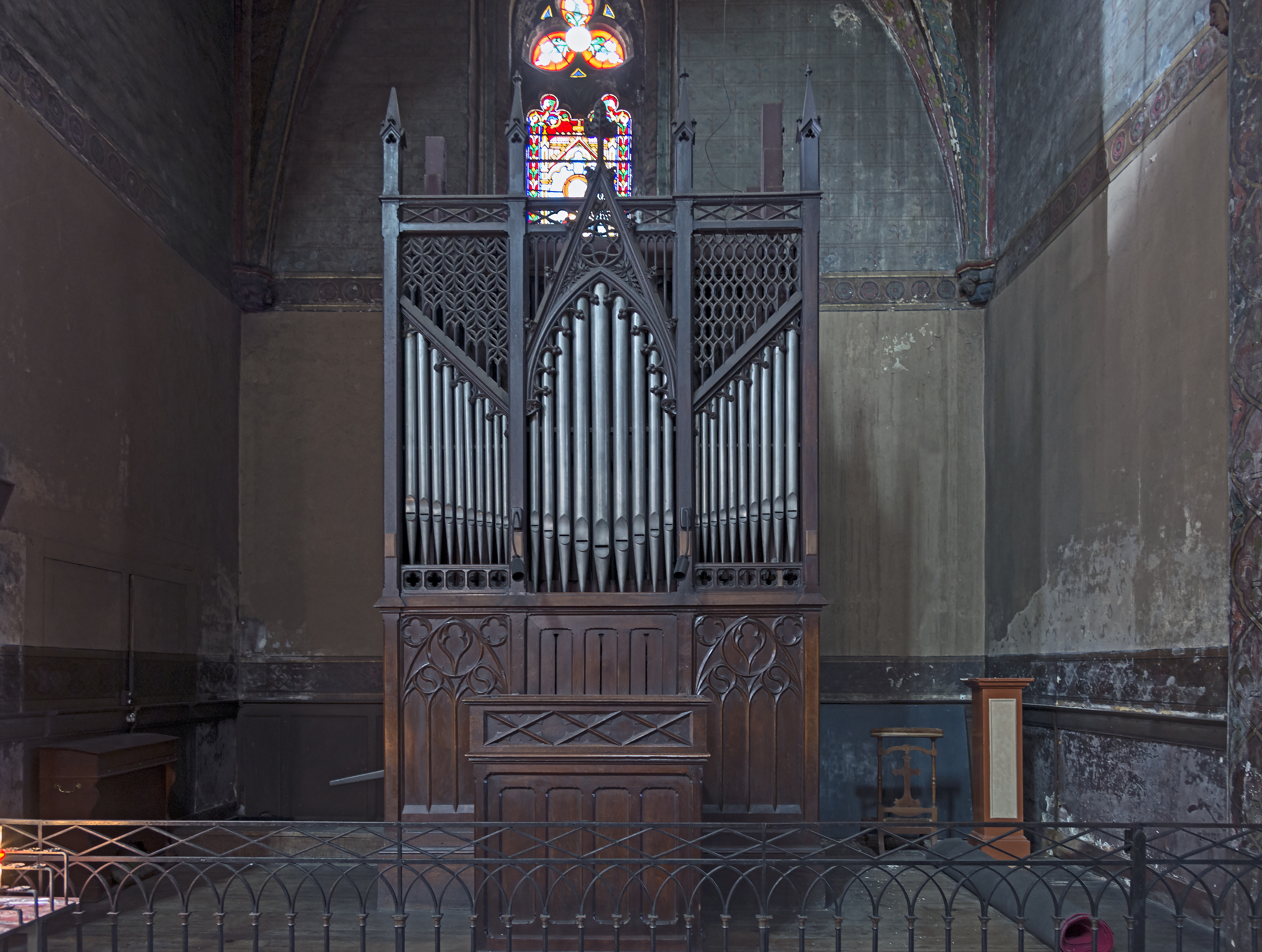
Orgue de chœur.